# Antti Maasalo
Antti Kustaa Maasalo, född 14 november 1940 i Lehtimäki, är en finländsk skulptör. 
Maasalo utbildade sig till lärare och har undervisat i grundskolor och gymnasier samt medborgar- och arbetarinstitut. Han är autodidakt som bildkonstnär, och ställde ut första gången 1969. Han har ägnat sig åt en experimentell och tvärkonstnärlig verksamhet, bland annat video-, ljus-, miljö-, laser- och datakonst. Den kinetiska, rörliga konsten fångade honom tidigt, och han har fått många offentliga uppdrag med sina belysta skulpturer, som rört sig med vind- och elkraft. Sådana har ställts ut tillfälligt bland annat på gator och torg eller flera, mera permanent uppställda, inomhus i olika arkitektoniska miljöer. Musik har ofta ingått som ett element i Maasalos rörliga skulpturer. Han har också utfört skulpturer för barn. Han verkade 1989 som länskonstnär i Vasa län och har varit ordförande i planeringsnämnden för Nordiska konstskolan i Karleby. Han är medlem i Dimensiogruppen sedan den grundades 1972 och i Non Art-gruppen sedan 1976. 